# KF Shkëndija
Der KF Shkëndija (kurz für albanisch Klubi Futbollistik Shkëndija; mazedonisch ФК Шкендија, FK Škendija) ist ein Fußballverein aus der Stadt Tetovo in Nordmazedonien.

## Geschichte

Vereinsabzeichen 1979 bis 2011

Der KF Shkëndija wurde 1979 von Albanern aus Tetovo mit der Intention gegründet, Albanern aus ganz Jugoslawien einen Zusammenschluss zu bieten. Dies wurde von jugoslawischen Offiziellen mit Skepsis betrachtet. Der Club wurde schließlich verboten, da man fürchtete, er würde nationalistische Stimmungen unter den Albanern Jugoslawiens fördern. Nach der Unabhängigkeitserklärung der Republik Mazedonien wurde der KF Shkëndija wieder in den mazedonischen Fußball integriert.
Nach dem Aufstieg in die Prva Liga 2010 gewann der Verein sogleich die mazedonische Meisterschaft der Saison 2010/11.
Durch den Gewinn der Meisterschaft qualifizierte sich die Mannschaft zum ersten Mal in der Vereinsgeschichte für die Champions League. In der 2. Qualifikationsrunde unterlag Shkëndija allerdings Partizan Belgrad mit 0:4 und 0:1.
Während der Sommerpause 2013 befand sich der Klub in seiner bisher schwersten finanziellen Krise. Lange Zeit war die Zukunft des Klubs ungewiss. Dies nahmen die Anhänger des Vereins (Fanclub Ballistët) zum Anlass, um diesen Verein aus dieser Krise zu helfen, indem sie das ebenfalls in Tetovo ansässige renommierte Unternehmen Ecolog um Hilfe baten. Letztlich erklärte sich Ecolog und dessen Besitzer Lazim Destani bereit, nach mehrwöchigem Werben mit dem Slogan Ecolog thuaj po (Ecolog sag Ja), der auch teilweise im Ausland lebenden Anhänger, den Klub zu übernehmen. Seitdem ist Ecolog auch Hauptsponsor des Vereins.

## Anhänger
Die Ultras von Shkëndija nennen sich „Ballistët“, nach Balli Kombëtar, einer albanischen nationalistischen Organisation, die während des Zweiten Weltkriegs aktiv war. Rivalitäten bestehen mit Anhängern des Stadtrivalen FK Teteks Tetovo und solchen des Hauptstadtklubs FK Vardar Skopje.

## Erfolge
- Mazedonischer Fußballmeister (5): 2011, 2018, 2019, 2021, 2025
- Mazedonischer Fußballpokal (2): 2016, 2018
- Mazedonischer Fussballpokalfinalist (3): 2006 2013, 2017
- Mazedonischer Super Cup (1): 2011

## Europapokalbilanz
| Saison  | Wettbewerb                    | Runde                  | Gegner                   | Gesamt          | Hin     | Rück          |
| ------- | ----------------------------- | ---------------------- | ------------------------ | --------------- | ------- | ------------- |
| 2011/12 | UEFA Champions League         | 2. Qualifikationsrunde | FK Partizan Belgrad      | 0:5             | 0:4 (A) | 0:1 (H)       |
| 2012/13 | UEFA Europa League            | 1. Qualifikationsrunde | Portadown FC             | 1:2             | 0:0 (H) | 1:2 (A)       |
| 2014/15 | UEFA Europa League            | 1. Qualifikationsrunde | Zimbru Chișinău          | 2:3             | 2:1 (H) | 0:2 (A)       |
| 2015/16 | UEFA Europa League            | 1. Qualifikationsrunde | FC Aberdeen              | (a)1:1(a)       | 1:1 (H) | 0:0 (A)       |
| 2016/17 | UEFA Europa League            | 1. Qualifikationsrunde | KS Cracovia              | 4:1             | 2:0 (H) | 2:1 (A)       |
| 2016/17 | UEFA Europa League            | 2. Qualifikationsrunde | Neftçi Baku PFK          | 1:0             | 0:0 (A) | 1:0 (H)       |
| 2016/17 | UEFA Europa League            | 3. Qualifikationsrunde | FK Mladá Boleslav        | 2:1             | 2:0 (H) | 0:1 (A)       |
| 2016/17 | UEFA Europa League            | Play-offs              | KAA Gent                 | 1:6             | 1:2 (A) | 0:4 (H)       |
| 2017/18 | UEFA Europa League            | 1. Qualifikationsrunde | FC Dacia Chișinău        | 7:0             | 3:0 (H) | 4:0 (A)       |
| 2017/18 | UEFA Europa League            | 2. Qualifikationsrunde | HJK Helsinki             | 4:2             | 3:1 (H) | 1:1 (A)       |
| 2017/18 | UEFA Europa League            | 3. Qualifikationsrunde | FK Trakai                | 4:2             | 1:2 (A) | 3:0 (H)       |
| 2017/18 | UEFA Europa League            | Play-offs              | AC Mailand               | 0:7             | 0:6 (A) | 0:1 (H)       |
| 2018/19 | UEFA Champions League         | 1. Qualifikationsrunde | The New Saints FC        | 5:4             | 5:0 (H) | 0:4 (A)       |
| 2018/19 | UEFA Champions League         | 2. Qualifikationsrunde | Sheriff Tiraspol         | 1:0             | 1:0 (H) | 0:0 (A)       |
| 2018/19 | UEFA Champions League         | 3. Qualifikationsrunde | FC Salzburg              | 0:4             | 0:3 (A) | 0:1 (H)       |
| 2018/19 | UEFA Europa League            | Play-offs              | Rosenborg Trondheim      | 1:5             | 1:3 (A) | 0:2 (H)       |
| 2019/20 | UEFA Champions League         | 1. Qualifikationsrunde | FC Nõmme Kalju           | (a)2:2(a)       | 1:0 (A) | 1:2 (H)       |
| 2019/20 | UEFA Europa League            | 2. Qualifikationsrunde | F91 Düdelingen           | 2:3             | 1:2 (H) | 1:1 (A)       |
| 2020/21 | UEFA Europa League            | 1. Qualifikationsrunde | Sumqayıt PFK             | 2:0             | 2:0 (A) | 2:0 (A)       |
| 2020/21 | UEFA Europa League            | 2. Qualifikationsrunde | FC Botoșani              | 1:0             | 1:0 (A) | 1:0 (A)       |
| 2020/21 | UEFA Europa League            | 3. Qualifikationsrunde | Tottenham Hotspur        | 1:3             | 1:3 (H) | 1:3 (H)       |
| 2021/22 | UEFA Champions League         | 1. Qualifikationsrunde | NŠ Mura                  | 0:6             | 0:1 (H) | 0:5 (A)       |
| 2021/22 | UEFA Europa Conference League | 2. Qualifikationsrunde | Riga FC                  | 0:3             | 0:2 (A) | 0:1 (H)       |
| 2022/23 | UEFA Europa Conference League | 1. Qualifikationsrunde | FC Ararat Jerewan        | 4:2             | 2:0 (H) | 2:2 (A)       |
| 2022/23 | UEFA Europa Conference League | 2. Qualifikationsrunde | Valmiera FC              | 5:2             | 2:1 (A) | 3:1 (H)       |
| 2022/23 | UEFA Europa Conference League | 3. Qualifikationsrunde | AIK Solna                | 2:2 (2:3 i. E.) | 1:1 (A) | 1:1 n. V. (H) |
| 2023/24 | UEFA Europa Conference League | 1. Qualifikationsrunde | Haverfordwest County AFC | 1:1 (2:3 i. E.) | 1:0 (H) | 0:1 n. V. (A) |
| 2024/25 | UEFA Conference League        | 1. Qualifikationsrunde | FC Noah Jerewan          | 1:4             | 0:2 (A) | 1:2 (H)       |
| 2025/26 | UEFA Champions League         | 1. Qualifikationsrunde | The New Saints FC        | 2:1             | 0:0 (A) | 2:1 n. V. (H) |
| 2025/26 | UEFA Champions League         | 2. Qualifikationsrunde | FCSB Bukarest            | 3:1             | 1:0 (H) | 2:1 (A)       |
| 2025/26 | UEFA Champions League         | 3. Qualifikationsrunde | Qarabağ Ağdam            | 1:6             | 0:1 (H) | 1:5 (A)       |

Gesamtbilanz: 59 Spiele, 22 Siege, 11 Unentschieden, 26 Niederlagen, 63:77 Tore (Tordifferenz −14)

## Trainer
- Thomas Brdarić (2017)

## Spieler
- Ferhan Hasani (1998–2007), Jugend, (2007–2011, 2015–) Spieler,